# Émile Lambert
Pour les articles homonymes, voir Émile Lambert (homonymie) et Lambert.
Émile Lambert, né le 7 juillet 1905 à Moutoux et mort le 28 janvier 1982 à Dijon, est un homme politique français.

## Biographie
Né dans une famille d'agriculteur, Emile Lambert suit des études agricoles et juridique et devient directeur départemental de la mutualité sociale agricole.
Résistant par opposition à l'idéologie nazie, il est déporté pendant la seconde guerre mondiale. A son retour en France, il sera, avec Paul Arrighi, Michel Riquet et Irène de Lipkowki, fondateur de l'Union nationale des déportés, internés et familles de disparus, dont il est élu président.
Menant la liste du Mouvement Républicain Populaire dans le Doubs pour l'élection de la deuxième assemblée constituante, en juin 1946, il obtient 23 % des voix et est élu député.
A l'assemblée, il défend essentiellement les intérêts des anciens combattants et victimes de guerre, et est réélu député, avec 21,5 % des voix, lors des élections de novembre 1946.
Très actif au Palais-Bourbon, il est particulièrement investi dans la discussion des textes relatifs au statut des déportés et internés pour faits de résistance.
En juin 1951, la liste MRP n'obtient pas d'élu. Il s'éloigne de la vie politique et se consacre à ses fonctions de directeur régional de la protection civile, qu'il occupe jusqu'à sa retraite en 1970.

## Distinctions

### Décorations
- Grand officier de la Légion d'honneur.